# Герасименко Агафон Якимович
Агафон Якимович Герасименко (нар. 1850 — пом. 1925) — український гончар. Батько гончарів Якима і Якова Герасименків.
Народився у 1850 році. Жив і працював у селі Бубнівці (нині Гайсинський район Вінницької області України). Був учнем Андрія Гончара.
Виготовляв полив'яний цеглясто-червоний столовий і декоративний посуд, розписаний рудим, зеленим та білим ангобами. Вироби майстра зберігаються у музеях Києва, Вінниці, Полтави, Санкт-Петербурга.
Помер у 1925 році.